# روتيله
روتيله (Rotelle) هو نوع من المعكرونة الإيطالية تشبه العجلات. قريبة الشبة من معكرونة فيوري.
اسم المعكرونة يعني بالإيطالية «العجلات الصغيرة».[بحاجة لمصدر] تسمى أيضاً في إيطاليا روت (ruote)، أما في الولايات المتحدة عادة ما تسمى عجلات المركبة (wagon wheels) .[بحاجة لمصدر]
لا ينبغي الخلط بينها وبين معكرونة روتيني (التي تأخذ الشكل اللولبي). مع أن بعض الشركات المصنعة مثل شركة رونازوني (Ronzoni) تقوم بإنتاج معكرونة لولبية بهذا الاسم.